# Никитин, Егор Андреевич
Егор Андреевич Никитин (род. 10 марта 2004, Нижнекамск, Татарстан) — российский хоккеист, нападающий.

## Биография
Воспитанник нижнекамского «Нефтехимика». С 2017 года — в системе «Динамо» Санкт-Петербург. Сезон 2020/21 провёл в команде НМХЛ «Динамо-576», следующие два сезона отыграл в МХЛ за МХК «Динамо» СПб. Летом 2024 года подписал контракт с московским «Динамо» и был отдан в аренду в «Адмирал» Владивосток. На предсезонном Кубке Губернатора Алтайского края провёл два матча за клуб ВХЛ «Динамо-Алтай». Дебютировал в КХЛ 16 сентября — в гостевом матче с «Барысом» (3:4) был отправлен отбывать большой штраф за другого игрока. Те пять секунд, которые Никитин бежал от штрафного бокса до скамейки запасных, были засчитаны как участие в игре. Провёл в сезоне 35 матчей за «Адмирал» и 9 — за «Тайфун» в МХЛ. 30 апреля 2024 года вернулся из аренды. С сезона 2024/25 — игрок команды ВХЛ «Динамо» СПб.